# Henrik Rung
Henrik Rung (30. března 1807 Kodaň, Dánské království – 12. prosince 1871 Kodaň, Dánské království) byl dánský hudební skladatel, dirigent a učitel hudby.

## Život
Rung se narodil v Kodani. V září 1816 se s rodinou přestěhoval do Næstvedu, kde se začal učit hře na kytaru a housle. V roce 1825 se vrátil do Kodaně a učil se zde hudební teorii pod vedením skladatele Ch.E.F. Weyse. O tři roky později (1828) studoval hru na kontrabas v Dánském královském orchestru (Det Kongelige Kapel) a v roce 1834 se stal jeho oficiálním členem.
V roce 1837 získal cestovní stipendium do Itálie, kde studoval italskou vokální hudbu, především renesanční hudbu. Když se o pár let později (1842) vrátil do Dánska, stal se sbormistrem u Královského dánského divadla (Det Kongelige Teater) a velice žádaným učitelem zpěvu.
V roce 1851 založil pěvecké sdružení Cæciliaforeningen, jehož předsedou byl až do své smrti v roce 1871. Za své zásluhy dostal v roce 1862 státní vyznámenání Řád Dannebrog v hodnosti Rytíře. O čtyři roky později (1866) se stal titulárním profesorem.
Pohřben je na hřbitově Holmens Kirkegård.

## Rodina
Byl otcem hudebního skladatele Frederika Runga, vynálezce Georga Runga a operní pěvkyně Sophie Keller.

## Dílo
Rung byl velice plodným skladatelem. Psal opery, zpěvohry a hudbu pro několik set písní a romancí. Mezi jeho nejznámější počiny patří hudba k písni I Danmark er jeg født (V Dánsku jsem se narodil) (slova napsal Hans Christian Andersen).